# René Hausman
René Hausman   (Verviers, 21 de febrer de 1936 - Verviers, 28 d'abril de 2016), va ser un humorista gràfic i il·lustrador belga.
Amb el seu amic Pierre Dubois va participar fent les il·lustracions en diverses obres com Laïyna, El Gran Fabulario de la gente pequeña (Grand Fabulaire du Petit Peuple) i L'Elféméride.
Els principals temes de les obres de René Hausman són la natura i el món llegendari dos dels temes que més l'apassionaven.
Del 1959 al 1973, amb els títols de Bestiario, La naturaleza i d'altres sense títol, centenars d'animals varen ser estudiats per l'obra de Hausman. A Le Journal de Spirou, René Hausman també hi va il·lustrar notícies, fixes pedagògiques, suplements i contes. Des dels anys seixanta René Hausman va ser l'il·lustrador animalista oficial d'Spirou
René Hausman va tenir molta anomenada pels seus dibuixos de fades i d'altres éssers imaginaris, també va ser autor de còmics. Va ser l'il·lustrador amb Pierre Dubois, Cenvint i Mako del llibre escrit per Dubois d'inspiració anarquista Chroniques du Nord Sauvage també va ser membre del periòdic contra-informatiu influenciat per Maig del 68 Le Clampin Libéré. El 1983 va firmar el manifest per la cultura de Valònia. El 1988 li varen donar el premi «Grand Boum-Caisse d'Epargne» pel conjunt de la seva obra. El 2008 va crear una petita editorial anomenada Luzabelle.
El 22 de setembre del 2012 l'École fondamentale autonome de la Communauté française de Heusy, va fer un canvi de nom, hi va passar a anomenar-se École fondamentale René Hausman. Va morir al seu domicili a Verviers el 28 d'abril del 2016.